# آنتونی ا. هایمن
آنتونی ا. هایمن (انگلیسی: Anthony A. Hyman؛ زادهٔ ۲۷ مهٔ ۱۹۶۲) دانشمند در زمینه زیست‌شناسی سلولی اهل بریتانیا است.
وی همچنین برندهٔ جوایزی همچون همکار انجمن سلطنتی شده‌است.